# Royal Football Club de Liège
L'R.F.C. de Liège és un club de futbol de Bèlgica, de la ciutat de Lieja.

## Història
El club fou fundat el 1892 com a Liège Football Club i esdevingué membre fundador de l'Associació Belga, com a Football Club Liégeois, el 1895. Fou el primer campió belga el 1896. L'any 1920 rebé el títol de reial, que fou afegit a tots els clubs que havien guanyat 3 campionats. Els anys 1952 i 1953 guanyà els darrers dos títols de lliga.
El seu darrer triomf fou la copa belga de l'any 1990. Desafortunadament el club patí una fallida financera i hagué de vendre el seu estadi. L'any 1995, el club s'uní a un club d'un suburbi de Lieja, el R.F.C. Tilleur-Saint-Nicolas, esdevenint R. Tilleur F.C. de Liège. La paraula Tilleur fou finalment exclosa del nom el 2000.

## Palmarès
- Lliga belga (5): 1895-96, 1897-98, 1898-99, 1951-52, 1952-53

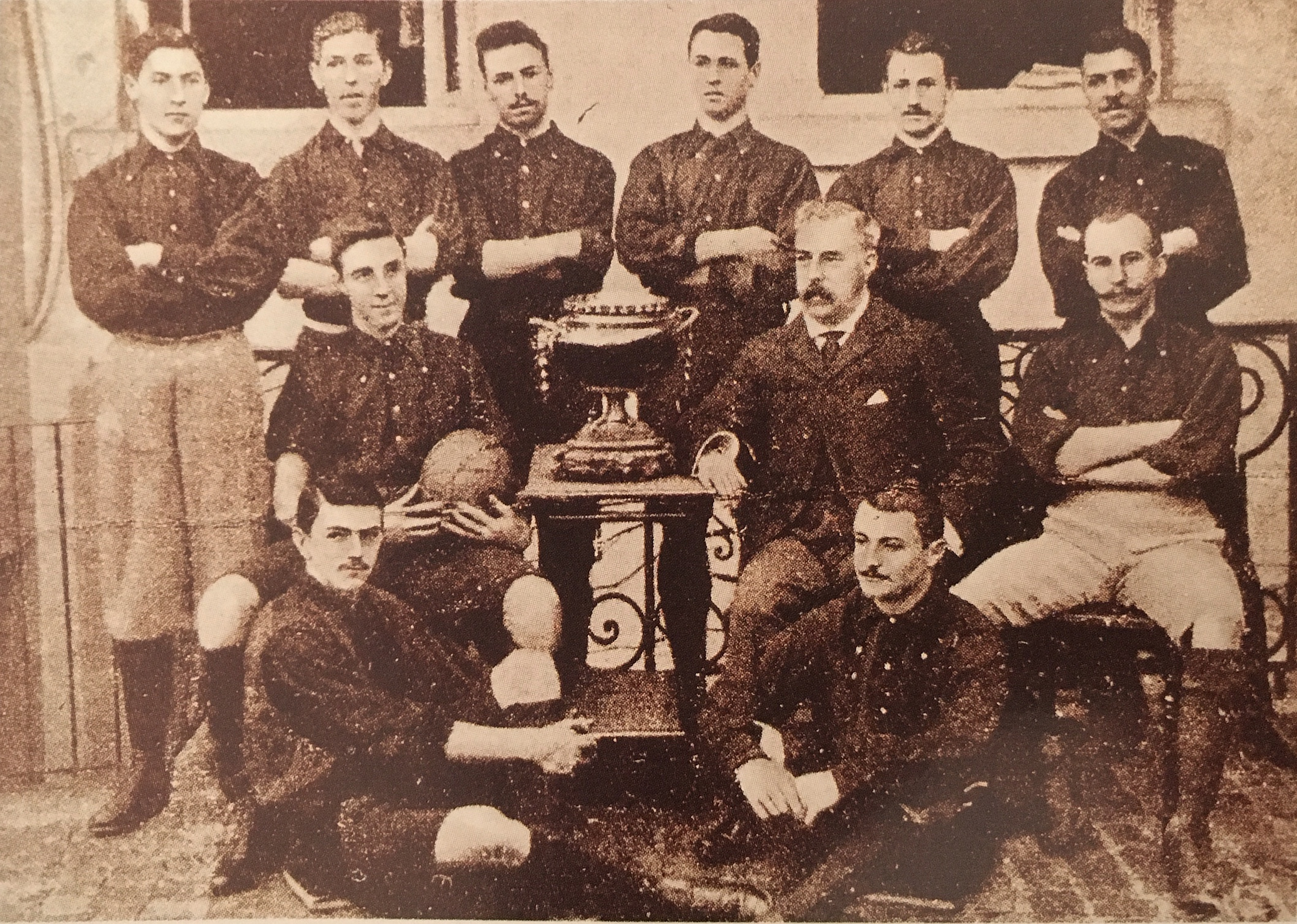
RFC Liège, primer campió belga el 1896.

- Copa de Bèlgica (1): 1989-90